# Commissure antérieure

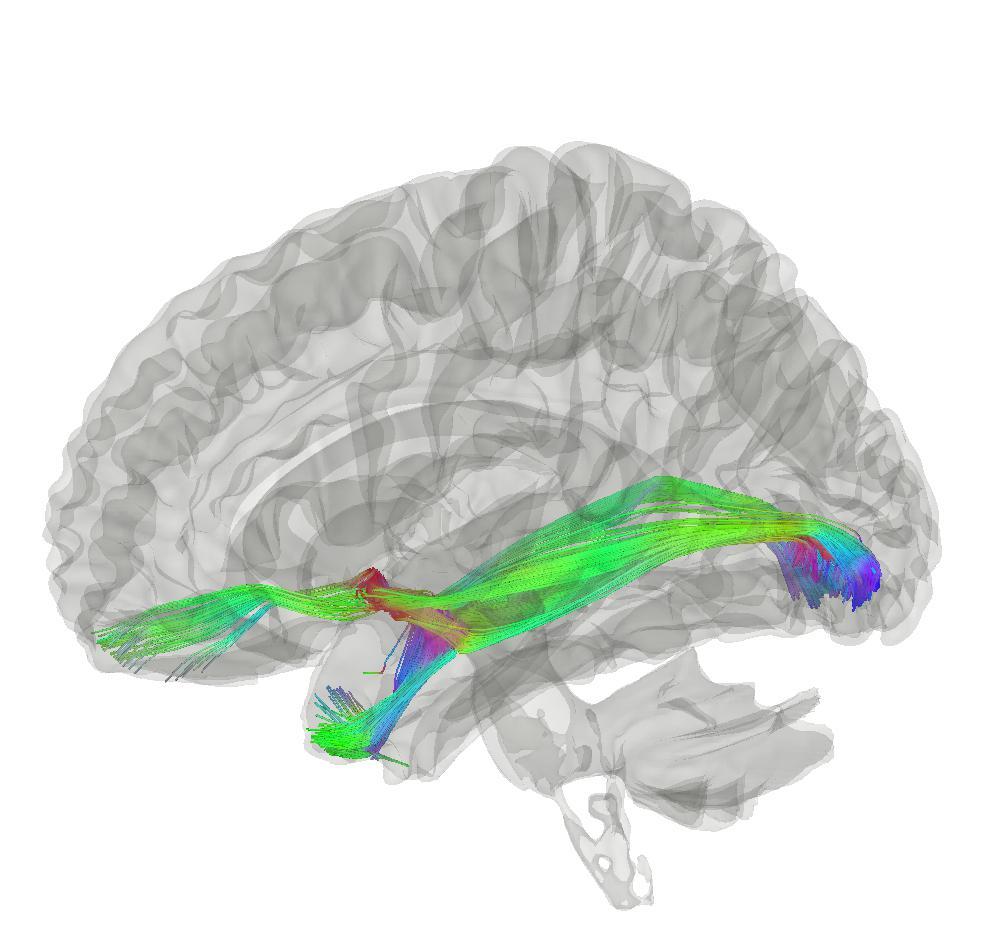
Tractographie de la commissure antérieure.

La commissure antérieure, appelée également la commissure blanche antérieure ou encore la précommissure (en latin : commissura anterior), est une commissure inter-hémisphérique qui croise transversalement la paroi antérieure du troisième ventricule. C'est un faisceau nerveux de substance blanche (un paquet d'axones) qui relie les deux lobes temporaux des hémisphères cérébraux à travers la ligne médiane, et il se trouve en avant des colonnes du fornix (les piliers antérieurs trigone du cerveau). Chez la plupart des mammifères existants, la grande majorité des fibres reliant les deux hémisphères traversent le corps calleux, qui est plus de 10 fois plus grand que la commissure antérieure, et d'autres voies de communication passent par la commissure de l'hippocampe ou indirectement, via des connexions sous-corticales. Néanmoins, la commissure antérieure est une voie importante qui peut être distinguée clairement dans les cerveaux de tous les mammifères.
La commissure antérieure joue un rôle clé dans la nociception (sensation de la douleur), plus précisément la douleur aigüe. Elle contient aussi des fibres décussantes des tractus olfactifs (bandelettes venant du bulbe olfactif), vitales pour l'odorat et la chimioréception. La commissure antérieure travaille avec la commissure postérieure pour relier les deux hémisphères cérébraux du cerveau et aussi pour interconnecter les noyaux amygdaliens avec les lobes temporaux, contribuant aux rôles de la mémoire, de l'émotion, de la parole et de l'audition. Il est également impliqué dans l'olfaction, l'instinct et le comportement sexuel.
Dans une section sagittale, la commissure antérieure est de forme ovale, ayant un long axe vertical qui mesure environ 5mm.

## Structure
Les fibres de la commissure antérieure peuvent être tracées latéralement et postérieurement de chaque côté au-dessous du corps strié vers la substance du lobe temporal.
Elle sert à relier les deux lobes temporaux, mais il contient également des fibres décussantes des tractus olfactifs, et fait partie du tractus néospinothalamique pour la douleur. La commissure antérieure sert ainsi à relier les deux amygdales.
Le corps calleux permet la communication entre les deux hémisphères, et il ne se trouve que chez les mammifères placentaires (les euthériens), alors qu'il est absent chez les monotrèmes et les marsupiaux, ainsi que d'autres vertébrés tels que les oiseaux, les reptiles, les amphibiens et les poissons. La commissure antérieure sert de mode principal de communication interhémisphérique chez les marsupiaux,, et c'est elle qui porte toutes les fibres commissurales provenant du néocortex (également connu sous le nom de néopallium), alors que chez les mammifères placentaires la commissure antérieure ne porte que certaines de ces fibres.

## Fonction

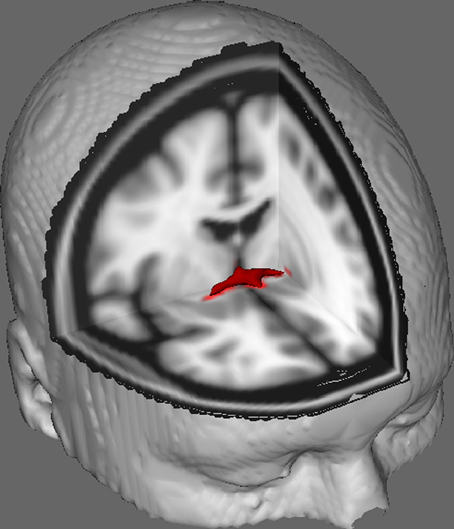
Résultats de suivi montrant la commissure antérieure. Image de Winter & Franz (2014)

Le fonctionnement de la commissure antérieure demeure pas encore élucidé complètement. Les chercheurs l'ont impliqué dans plusieurs fonctions allant de la perception des couleurs à l'attention. Une de ces études a soutenu la perception des couleurs dans l'agénésie du corps calleux (Ceux nés sans corps calleux; Barr & Corballis, 2002). D'autres études se sont appuyées sur cela pour impliquer que la commissure antérieure peut être une voie compensatoire chez les personnes sans corps calleux, présentant des techniques d'imagerie diffusion pour mieux élucider la commissure antérieure et comment elle pourrait être impliquée dans diverses fonctions (Winter &  Franz, 2014).

### Sexualité
En 1992, Laura Allen et Roger Gorski de l'UCLA ont mesuré les commissures antérieures de 30 hommes homosexuels, 30 hommes hétérosexuels et 30 femmes hétérosexuelles. Ils ont constaté que les précommissures des trois groupes étaient significativement différentes les unes des autres, les hommes homosexuels ayant la plus grande commissure antérieure, suivis des femmes hétérosexuelles, puis des hommes hétérosexuels, qui avaient les plus petites commissures antérieures.
En 1993, une revue de Byne et Parsons a critiqué cette recherche, notant que 27 des 33 hommes homosexuels appartenaient à la gamme des hommes hétérosexuels dans l'étude. Cependant, comme la plage n'est définie que par les deux points de données les plus extrêmes d'un groupe, l'existence d'un seul homme hétérosexuel avec une commissure antérieure exceptionnellement grande pour son groupe entraînerait cette grande plage indépendamment des données du reste des individus du groupe. L'existence de cet individu ne changerait pas le fait que les groupes étaient en moyenne assez différents les uns des autres, et que ces différences étaient statistiquement significatives.
Un rapport ultérieur de Byne et al. (2001) ont noté que : «Nous avons également mesuré la commissure antérieure dans les mêmes blocs de tissu utilisés pour la présente étude des hypothalamus (données non présentées) et nous n'avons pas pu reproduire un rapport d'Allen et Gorski selon lequel sa section transversale est plus grande chez les femmes que chez les hommes». (L'expérience scientifique ne réalise pas le critère de la reproductibilité)
De plus, une étude de Lasco et al. (2002) a présenté : «Nous avons examiné la surface transversale de la CA dans le matériel post-mortem de 120 personnes et n'avons trouvé aucune variation dans la taille de la CA avec l'âge, le statut VIH, le sexe ou l'orientation sexuelle».